# E duro campo di battaglia il letto
E duro campo di battaglia il letto è il romanzo d'esordio di Una Chi, pseudonimo di Bruna Bianchi, pubblicato in Italia nel 1994.
L'edizione italiana è ad opera di ES e contiene sette disegni erotici fatti dall'autrice stessa.

## Trama
Narrato in prima persona, il romanzo racconta di Fulvia, trentenne milanese che ha una relazione sessuale e sentimentale con Matteo, da cui accetta di sottoporsi a pratiche erotiche quali sadomasochismo, relazioni a tre e orge. Matteo è a sua volta da anni in una relazione con Orsina, donna in carriera, di cui lui, come dice, non riesce a fare a meno ma che tradisce per praticare ciò che più gli piace a letto. Nonostante la rivalità amorosa tra le due donne (Fulvia e Orsina), che sanno l'esistenza l'una dell'altra, Matteo riesce a convincerle ad incontrarsi per conoscersi e infine finiscono tutti e tre a letto insieme, per sommo piacere di lui. Dopo questa esperienza, Orsina abbandona Matteo poiché scopre di un'ulteriore relazione con una terza ragazza e Matteo, a sua volta, abbandona Fulvia che, disperata, corre tra le braccia della sua migliore amica lesbica Dorothea.